# Esther Barugel
Esther Barugel, née à Buenos Aires en 1917 et morte dans la même ville le 22 juillet 2007, est une sculptrice argentine.

## Biographie
Esther Barugel est issue d'une famille juive émigrée en Argentine. Elle reçoit dans un premier temps une formation de musicienne. Elle se tourne ensuite vers la sculpture ; elle a été l'élève du sculpteur Libero Baldii (es) (1916-2001). Elle a d'abord puisé son inspiration dans les arts populaires de son pays, ainsi que dans l'art précolombien.
Avec son époux Nicolás Rubió, elle s'est intéressée au fileteado, forme d'art populaire et style décoratif très coloré typique de la culture des Porteños (habitants de Buenos Aires) au XXe siècle. Ils en étudient attentivement la genèse et les caractéristiques et organisent en 1970 la première exposition à la galerie Wildenstein à Buenos Aires ; ils contribuent ainsi à le faire reconnaître comme une forme artistique digne d'intérêt.
Nicolás Rubió, d'une famille de réfugiés républicains catalans, a passé son adolescence, de 10 à 20 ans, en France, dans le village de Vielle (à Ytrac, dans le Cantal) ; en 1948, la famille émigre en Argentine. Une trentaine d'années plus tard, au milieu des années 1970, il éprouve une nostalgie de ce terroir où il a été heureux. Il revient alors régulièrement en France et en Auvergne et fait connaître le pays à sa femme. Elle découvre alors l'œuvre du conteur Henri Pourrat qui va l'inspirer durant la dernière période de son activité d'artiste.

## Publications
- (es) Esther Barugel, Los maestros fileteadores de Buenos Aires, Buenos Aires, Fondo Nacional de las Artes, 1994 (réimpr. 2e éd., 2005), 1re éd. (ISBN 950-9807-04-4).
- (es) Esther Barugel, El filete porteño, Buenos Aires, Maizal Ediciones, 2004 (ISBN 987-9479-20-3).

## Expositions
- Un peintre et un sculpteur argentins : Nicolás Rubió et Esther Barugel, Clermont-Ferrand, 1987 (à l'occasion du centenaire d'Henri Pourrat).
- Nicolás Rubió, Esther Barugel : de l'Argentine à l'Auvergne, Clermont-Ferrand, 1995.